# Michael Gallup
Michael Gallup (Atlanta, 4 marzo 1996) è un giocatore di football americano statunitense che milita nel ruolo di wide receiver per i Washington Commanders della National Football League (NFL).

## Carriera

### Dallas Cowboys
Gallup fu scelto nel corso del terzo giro (81º assoluto) del Draft NFL 2018 dai Dallas Cowboys.

#### Stagione 2018
Debuttò nella sconfitta della settimana 1 per 16–8 contro i Carolina Panthers, ricevendo un passaggio da 9 yard. Il 21 ottobre segnò il suo primo touchdown su un passaggio da 49 yard di Dak Prescott nella sconfitta per 20–17 contro i Washington Redskins nella settimana 7. La sua stagione da rookie terminò con 33 ricezioni per 507 yard e 2 marcature.

#### Stagione 2019
Nel debutto della stagione 2019 contro i New York Giants, Gallup ricevette 7 passaggi per 158 yard nella vittoria per 35–17. A causa di un'operazione al ginocchio saltò le settimane 3 e 4. Nella settimana 11 contro i Detroit Lions fece registrare 9 ricezioni per 148 yard nella vittoria in trasferta per 35–27. Tre settimane dopo contro i Chicago Bears ricevette 6 passaggi per 109 yard e un touchdown. Nell'ultimo turno contro i Redskins ricevette 98 yard e 3 touchdown nella vittoria per 47–16. La sua annata si chiuse con 66 ricezioni per 1.107 yard e 6 touchdown.

#### Stagione 2020
Nella settimana 3 contro i Seattle Seahawks, Gallup totalizzò 6 ricezioni per 138 yard e un touchdown nella sconfitta per 31–38. Nella settimana 6 contro i Philadelphia Eagles ricevette 6 passaggi per 121 yard e 2 touchdown. La sua stagione 2020 si chiuse con 59 ricezioni per 843 yard e 5 marcature.

#### Stagione 2021
Il 14 settembre 2021 Gallup fu inserito in lista infortunati per un problema al polpaccio rimediato nella settimana 1. Tornò nel roster attivo il 13 novembre. Nel penultimo turno contro gli Arizona Cardinals, Gallup si ruppe il legamento crociato anteriore, tornando in lista infortunati.

#### Stagione 2022
Il 13 marzo 2022 Gallup firmò un rinnovo contrattuale quinquennale con i Cowboys del valore di 62,5 milioni di dollari. Nel primo turno di playoff ricevette 46 yard e segnò un touchdown nella vittoria in casa dei Tampa Bay Buccaneers.

#### Stagione 2023
Gallup nella sua sesta stagione con i Cowboys fece registrare in 17 presenze, di cui 13 da titolare, il minimo di yard ricevute in un'annata, con 418, e due touchdown.
Il 15 marzo 2024, Gallup fu svincolato dai Cowboys.

### Las Vegas Raiders
Il 30 aprile 2024 Gallup firmò da free agent un contratto annuale da 3 milioni di dollari con i Las Vegas Raiders.
Il 23 luglio 2024 Gallup fu inserito dai Raiders nella lista riserve/ritirati, ad indicare quindi il ritiro del giocatore dal football professionistico.

### Washington Commanders
Il 20 marzo 2025, dopo un anno dal suo ritiro, Gallup tornò al football professionistico firmando con i Washington Commanders.